# Варшавська осінь
Міжнародний фестиваль сучасної музики «Варшавська осінь» (пол. Międzynarodowy Festiwal Muzyki Współczesnej "Warszawska Jesień") — найбільший у Польщі фестиваль міжнародного статусу, присвячений сучасній музиці, організований Спілкою композиторів Польщі.
Фестиваль проходить щорічно починаючи з 1956 року (за винятком 1957 i 1982 років), у другій половині вересня і триває 8-10 днів.

## Історичний нарис
Пропозиція організувати фестиваль постала у 1955 на форумі Спілки польських композиторів (ініціаторами були Тадеуш Берд i Казімєж Сероцький). В мету фестивалю входило подолання відставання Польської музики від світового авангарду, що було обумовлено тривалим домінуванням  соцреалізму Сталінської доби, а також презентація польської сучасної музики. Перший фестиваль тривав з 10 по 20 жовтня 1956 (одночасно з  «політичною відлигою» в Польщі). В ньому взяли участь: оркестр французького радіо, Віденський симфонічний оркестр, колективи з Бухаресту, Брно і Москви, а також філармонічні оркестри Варшави та Катовиць (тоді Сталінограду). Дуже довгий час «Варшавській осені» не було подібних в усій Східній та Центральній Європі, а до 1990-х він був одним із небагатьох заходів, доступним для жителів СРСР.
Перший фестиваль був широко відзеркалений у засобах масової інформації. В наступних роках склалася традиція фестивалю. Початково фестиваль планувався як бієнале i в 1957 не проводився, однак з 1958 відбувався щорічно, за винятком 1982 року через воєнний стан. В часи ПНР фестиваль мав велике значення для контактів польських композиторів із широкою спільнотою, колегами з країн сходу, зокрема СРСР та світовим авангардом, сприяв розвиткові польської композиторської школи.